# アップルビーズ

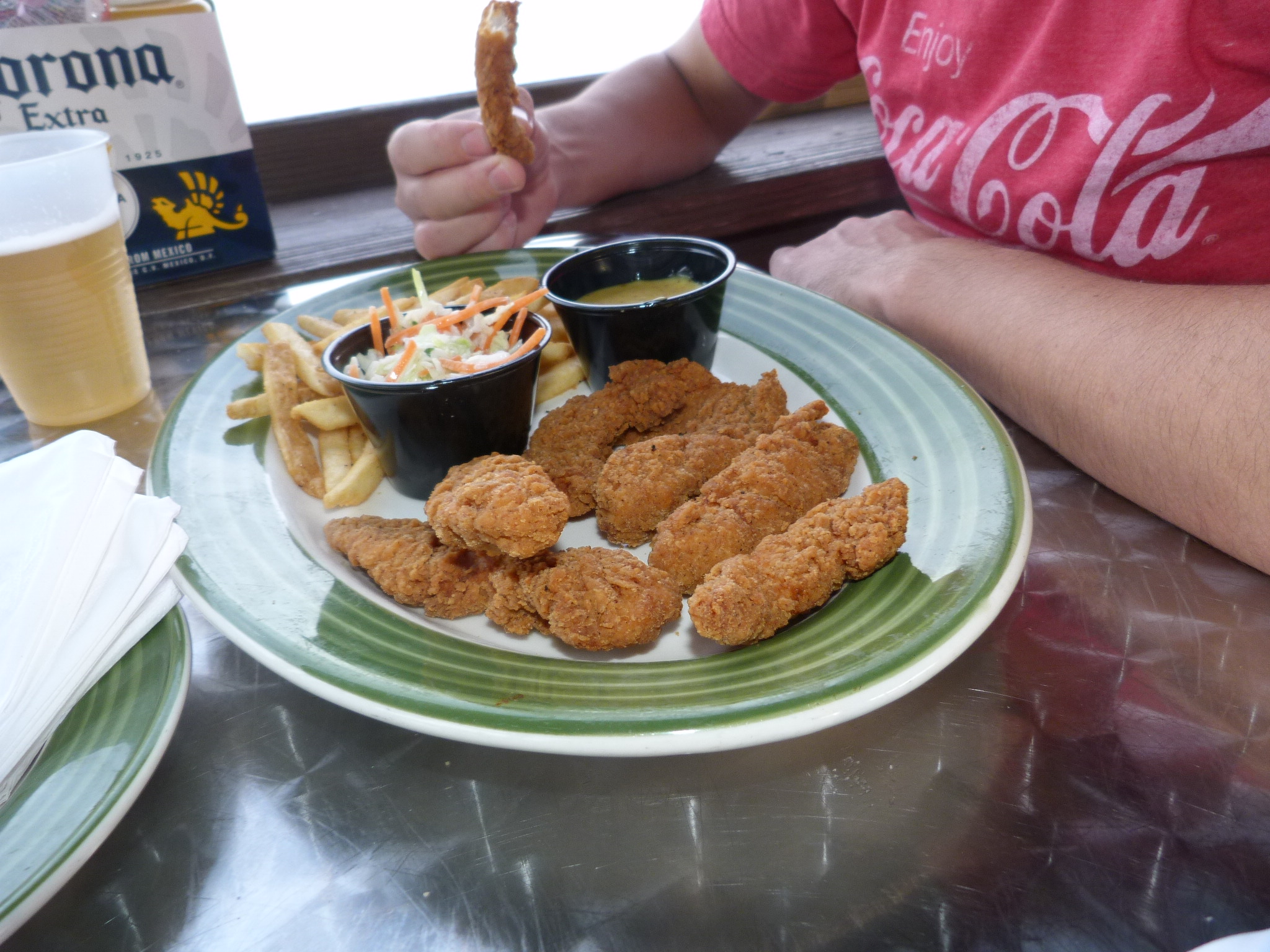
アップルビーズ

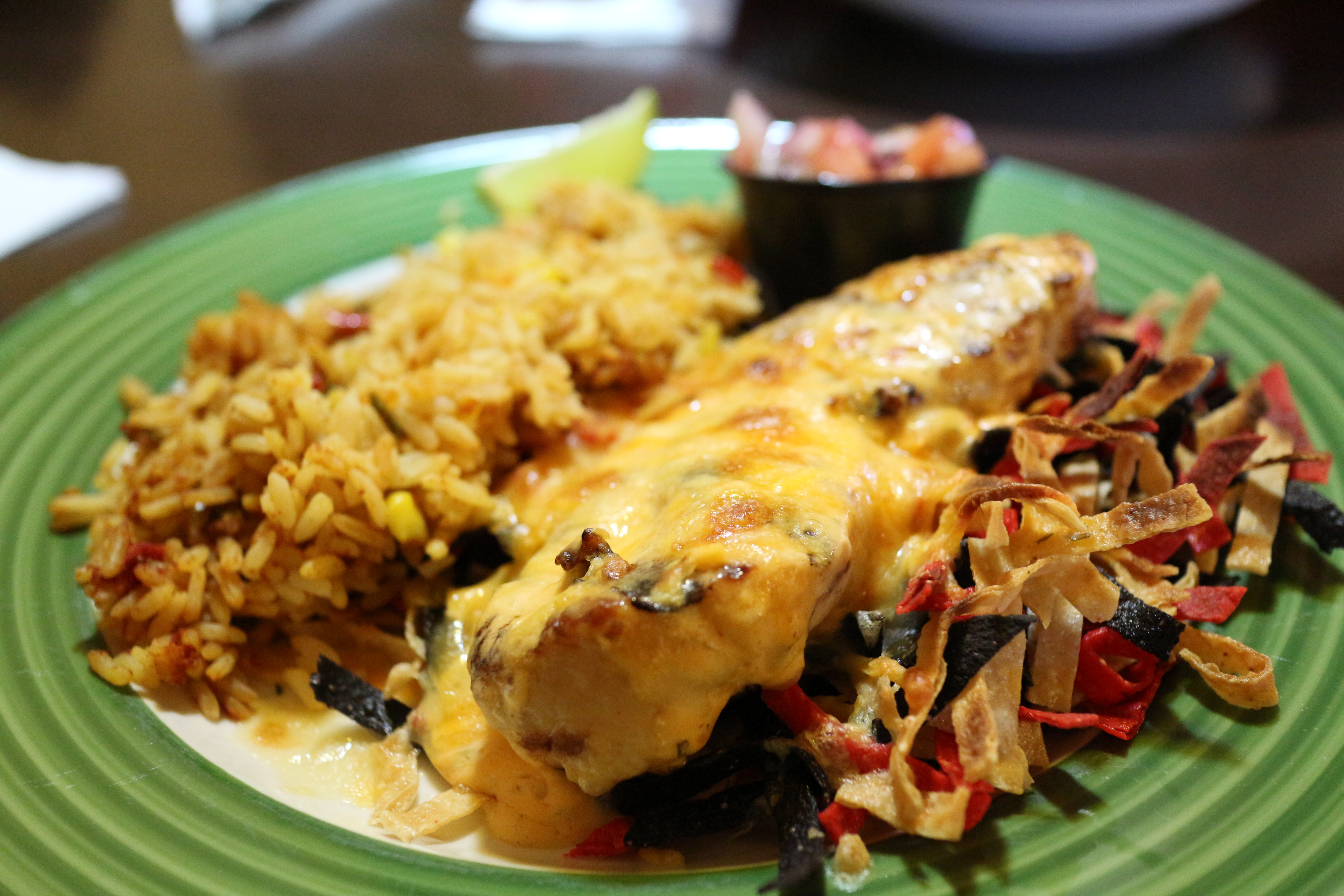
アップルビーズ

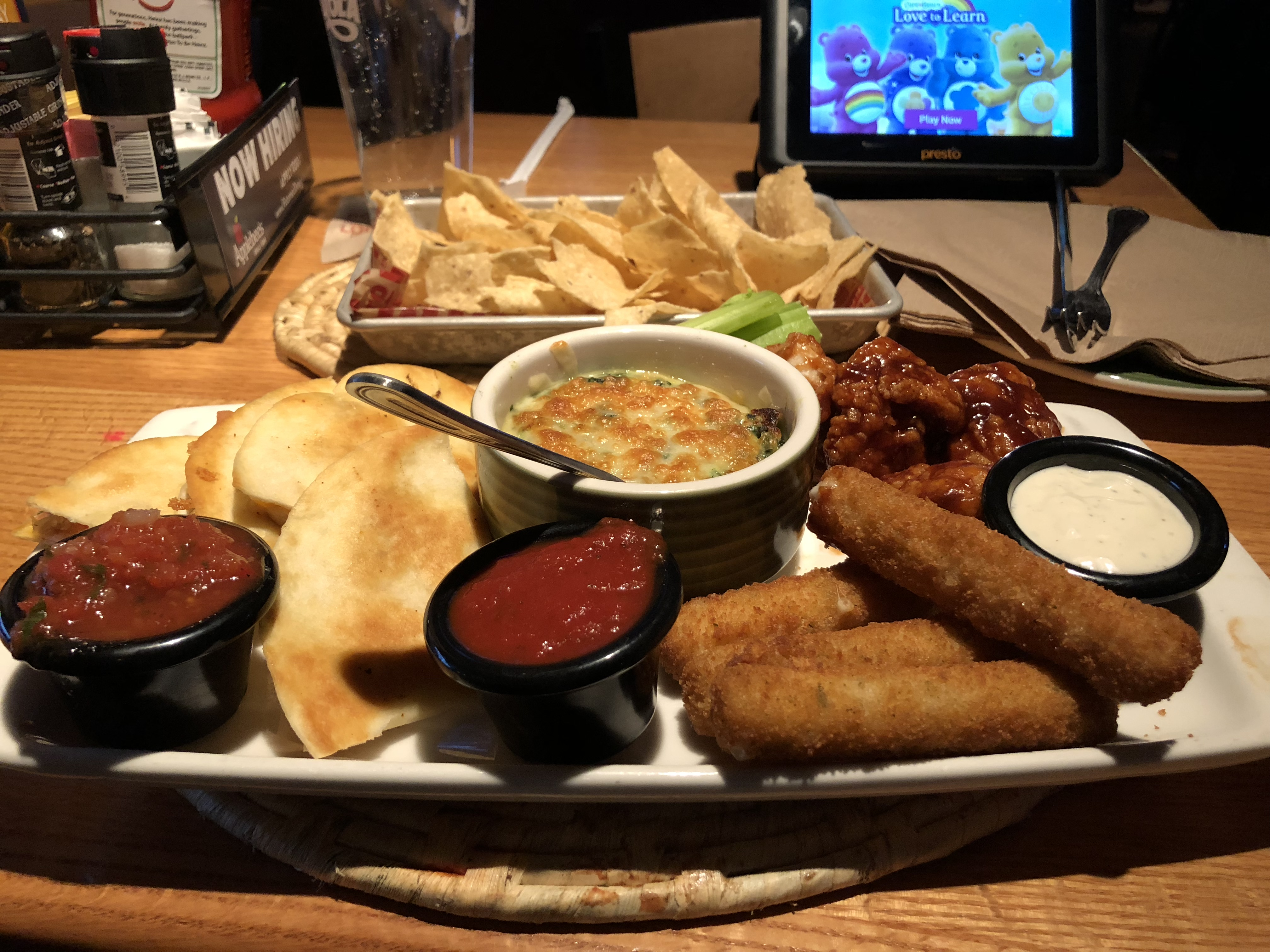
アップルビーズ

アップルビーズは、アメリカ合衆国を中心に店舗展開をするファミリーレストラン。

## 概要
1980年、ジョージア州アトランタにて創業。アメリカ国内では、新興のレストランチェーンだが、フランチャイズ制度により毎年100店舗以上の出店を重ねて全米屈指のチェーンとなった。2016年現在で約2,000店舗、うち海外展開は17カ国、127店舗となっている。日本では未展開。
「カジュアルダイニング・レストラン」を標榜しており、従来のファミリーレストランよりやや上の単価で客層を拡大を続けてきたが、2016年にはファミリーレストラン業界全体の不振による余波でトップの交代も起きた。不振対策として、テーブルに設置したタブレット端末でオーダー、支払いを可能にする一方、薪を使用したグリルによる独自のメニュー展開などが試みられている。